# Lachesilla texcocana
Lachesilla texcocana är en insektsart som beskrevs av Garcia Aldrete 1972. Lachesilla texcocana ingår i släktet Lachesilla och familjen kviststövsländor. Inga underarter finns listade i Catalogue of Life.